# Eppendorfer Baum (metropolitana di Amburgo)
Eppendorfer Baum è una fermata della metropolitana di Amburgo, sulla linea U3.